# Чемм, Виталий Александрович
Виталий Александрович Чемм (Vitälijs Cemms) (1923—1986) — советский партийный деятель, секретарь ЦК Компартии Латвии (1974—1986).
Родился в 1923 году в селе Орешково Куньинского района Псковской губернии, латыш. Член КПСС с 1944 года.
Участник Великой Отечественной войны с июня 1941 г. Награждён орденами Красной Звезды, Отечественной войны I степени (06.04.1985), медалями «За отвагу», «За оборону Ленинграда».
Окончил Всесоюзный заочный сельскохозяйственный институт и аспирантуру ВИЖ, кандидат сельскохозяйственных наук (1959), тема диссертации «Вопросы экономики мясошерстного овцеводства и эффективности выращивания молодняка на мясо».
С 1946 года — главный зоотехник райсельхозотдела, председатель колхоза, заведующий сельскохозяйственным отделом райкома КПСС в Куйбышевской области.
В 1961—1962 гг. учёный секретарь ВИЖ. С 1963 по 1967 год — заведующий отделом сельского хозяйства Комитета партийно-государственного контроля ЦК Компартии Латвии и Совета Министров Латвийской ССР, заведующий сельскохозяйственным отделом ЦК Компартии Латвии.
С 1967 года — заведующий сектором ЦК КПСС, заместитель министра заготовок СССР.
С 1974 по 3 февраля 1986 года — секретарь ЦК Компартии Латвии.
Умер 3 февраля 1986 года.
Член бюро ЦК Компартии Латвии. Депутат Верховного Совета Латвийской ССР с 7 по 11-й созыв.
Заслуженный работник сельского хозяйства Латвийской ССР.
Соавтор книги:
- Современные методы совершенствования молочного скота [Текст] / Л. К. Эрнст, В. А. Чемм. — М. : Колос, 1972. — 4300 экз.